# Bümpliz
Bümpliz est un quartier du Stadtteil (district) de Bümpliz-Oberbottigen, situé dans la ville de Berne, en Suisse.

## Histoire
Occupé depuis la préhistoire, le site de Bümpliz accueille dès le Moyen Âge une église dédiée à saint Maurice, ainsi qu'un château, siège d'une seigneurie homonyme dès le XIIIe siècle et jusqu'en 1742, année de la construction d'un nouveau château. Jusqu'au XVIIIe siècle, la région de Bümpliz est colonisée par les bourgeois de la ville voisine de Berne qui y font construire des résidences secondaires.
À partir de 1900, le village connaît un rapide essor avec l'arrivée de nombreux pendulaires, ce qui oblige la commune à investir dans de nouveaux équipements publics. Endettée et proche de la faillite, elle intègre la ville de Berne en 1919 pour en devenir un quartier résidentiel.

## Source
- Anne-Marie Dubler, « Bümpliz » dans le Dictionnaire historique de la Suisse en ligne, version du 3 novembre 2004.

- (de) Cet article est partiellement ou en totalité issu de l’article de Wikipédia en allemand intitulé « Bümpliz » (voir la liste des auteurs).